# Angelo Constantino

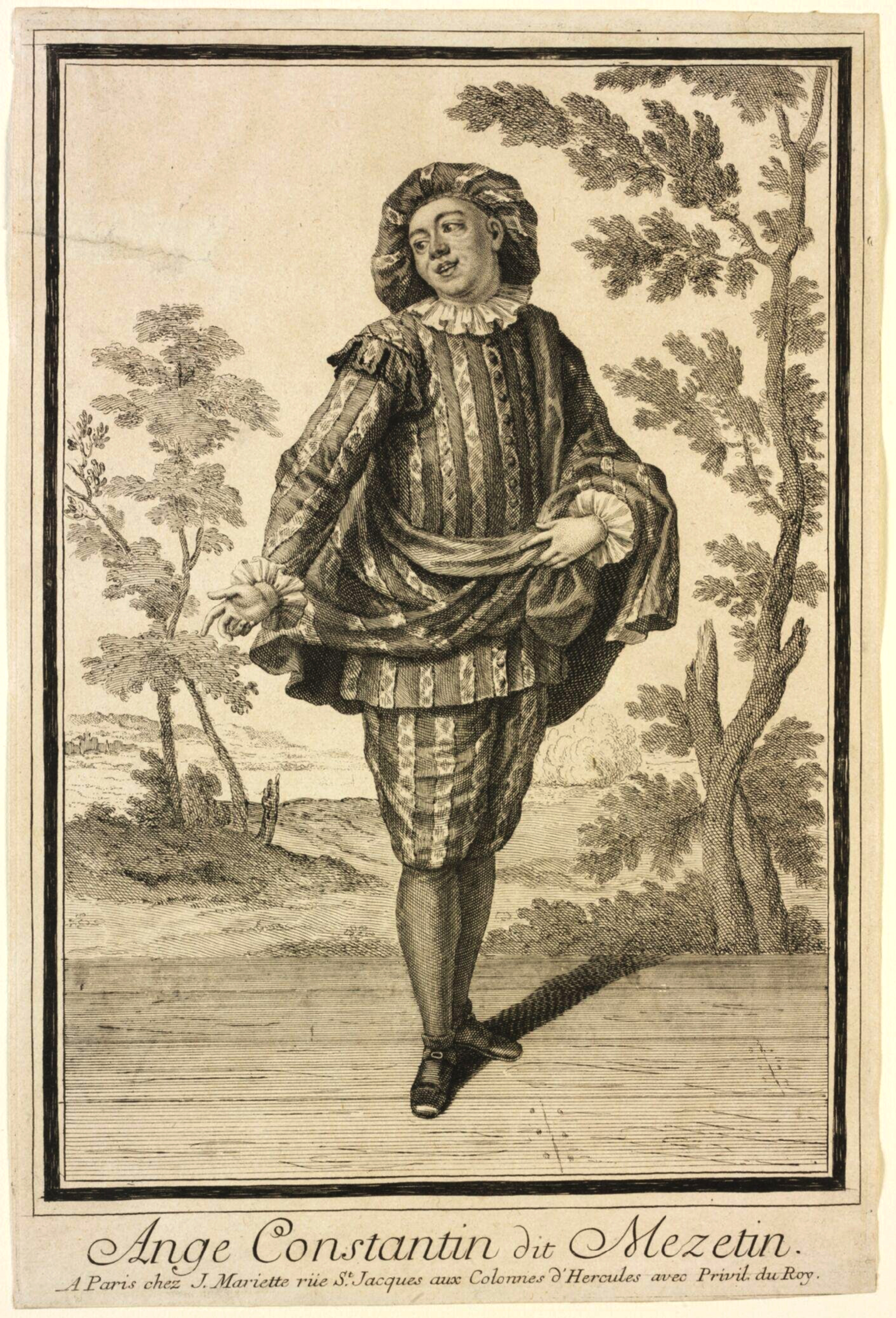
Ange Constantin dit Mezetin, tryck utgivet av Jean Mariette, Paris

Angelo Constantino, död 1729, var en italiensk improviserande skådespelare, även kallad Mezzetino, efter en av honom skapad munter tjänartyp inom Commedia dell'arte.
Constantino spelade 1682–1697 i Paris och stod högt i gunst hos Ludvig XIV och ledde senare en italiensk teatergrupp vid hovet i Dresden. År 1729 spelade han åter under stormande bifall i Paris.